# 幻想曲とフーガ BWV542
幻想曲とフーガ ト短調 BWV542『大フーガ』は、ヨハン・ゼバスティアン・バッハが作曲したオルガン曲。「前奏曲とフーガ ホ短調 BWV548」や「パッサカリアとフーガ ハ短調 BWV582」と並んでバッハのオルガン曲を代表する最大傑作のひとつである。

## 概要
この作品は、シュピッタたちによれば、バッハがケーテン宮廷楽長をしていた1720年、ハンブルクの聖ヤコビ教会オルガニストのポストが空席となり、バッハがその職に応募してハンブルクに赴き、そのオーディションを受け、北ドイツ・オルガン楽派の老大家ヨハン・アダム・ラインケンほか2名の試験官の前で演奏した作品とされている。ラインケンはバッハの演奏の見事さに感服したと伝えられているが、このポストに就くには多額の寄進をしなければならない規定があり、バッハはこのお金を寄付しなかったため、結局この職に就くことはできなかった。
幻想曲はヴァイマル時代には既に作曲されていると考えられ、フーガは1720年にハンブルクで作曲されたと考えられている。なお、フーガのテーマは、ラインケンに敬意を表して、当時よく知られたオランダの民謡からとられた。作品に示された大胆な独創性は、バッハの作品中でも特にユニークなものとして注目を集めており、そこでは即興性に富んで、不協和音を含む激烈な表現、画期的な和声の性格、斬新な転調の可能性などに時代の通念をはるかに超えたバッハの才能がはっきりと浮き彫りにされている。
この作品はミトロプーロスやストコフスキーによる管弦楽編曲、リストによるピアノ用の編曲でも親しまれているが、フーガの部分を独立させたストコフスキーの編曲版は聴く機会が多い。またオルガン曲「小フーガ ト短調 BWV578」と同じ調性を持つため、両者を区別して「大フーガ」と呼ぶようになった。
なお、エルガーが1920年から1922年にかけて作品86として管弦楽編曲したのは「幻想曲とフーガ ハ短調 BWV537」である。

## 幻想曲とフーガ BWV542が使用された作品など
- BLACK/MATRIX - 1998年8月27日にセガサターン用のゲームとして発売されたシミュレーションRPG。作中でこの曲のフーガをアレンジした楽曲「￥54,200」が使用されている。